# 司馬球之 (武陵王)
司馬球之（?—?），东晋宗室，武陵忠敬王司馬遵之孙，武陵定王司馬季度之子。
义熙八年（412年）七月甲午，司马季度去世，谥号定，其子司馬球之袭封武陵王。为晋朝第六世武陵王（治今湖南省常德市）。元熙二年（420年），刘裕接受晋恭帝禅位，东晋灭亡，刘宋建立。武陵国除。另有安平王司馬球之于义熙九年（413年）已死。
| 前任： 司馬季度 | 晋朝武陵王 413年－420年 | 繼任： 国除 |